# Heldentag (Namibia)

Heldenacker-Denkmal außerhalb von Windhoek

Der Heldentag (englisch Heroes Day) ist einer von insgesamt 13 nationalen Feiertagen in Namibia. Die Feiertage sind im Public Holidays Act 26 von 1990 festgeschrieben. Der Heldentag findet am 26. August des Jahres statt.

## Politischer Hintergrund
Der Feiertag geht auf das Jahr 1966 zurück, als sich die südwestafrikanische Volksorganisation SWAPO erstmals zum bewaffneten Kampf gegen die Mandatsmacht Südafrika formierte. Das Mandat war der südafrikanischen Regierung von der UNO im selben Jahr zwar bereits entzogen worden, doch gelang es nicht, diese Entscheidung zu verwirklichen. Die PLAN (People’s Liberation Army of Namibia), bewaffneter Flügel der SWAPO, hatte daraufhin – ausgehend von Campbasen in Angola – zu militärischen Vorstößen gegen Südafrika angesetzt. Die Reaktion darauf fand am 26. August 1966 statt, als südafrikanische Piloten ein Lager der SWAPO bei Ongulumbashe im Ovamboland bombardierten. Damit war offiziell der bewaffnete Kampf um die Unabhängigkeit Südwestafrikas eröffnet.